# Manel Castellví del Peral
Manel Castellví del Peral és un funcionari que va ser cap d'informació dels Mossos d'Esquadra del 2011 al 2018.
Forma part de la primera promoció dels Mossos d'Esquadra, va ingressar al cos el 1981. Va ser durant anys cap policial de Girona. El 2006 fou nomenat comissari en cap de la regió metropolitana nord dels Mossos i un temps després esdevingué subcap. Des del 2011 va formar part de la Comissaria General d'Informació (CGINF). El novembre del 2017 va decidir passar a segona activitat juntament amb altres alts càrrecs dels Mossos d'Esquadra com Francesc Camprubí, Jaume Giné i Joaquim Belenguer. El responsable d'informació va passar a ser Eduard Sallent.
Va ser el primer responsable dels Mossos a declarar com a testimoni al Judici al procés independentista català. Va dir que segons la interlocutòria del 27 de setembre del 2017 l'1-O els agents "havien de tancar els centres sense interrompre ni obstaculitzar les activitats que s'hi estiguessin duent a terme".